# ارکیده‌های پشه‌ای
ارکیده‌های پشه‌ای (نام علمی: Cyrtostylis) نام یک سرده از تیره ثعلبیان است.